# Idiomacromerus carayoni
Idiomacromerus carayoni är en stekelart som först beskrevs av Wallace A. Steffan 1986.  Idiomacromerus carayoni ingår i släktet Idiomacromerus och familjen gallglanssteklar. Inga underarter finns listade i Catalogue of Life.